# Дьявол приехал верхом
Дьявол приехал верхом (англ. The Devil Came on Horseback) — документальный фильм Рики Стерна и Энн Сандберг, иллюстрирующий продолжающийся Дарфурский конфликт в Судане. Основан на книге бывшего капитана морской пехоты США Брайана Стайдла и его опыте работы в Африканском союзе. Фильм призывает зрителей узнать больше о продолжающемся геноциде в Дарфуре и сокрушается по поводу неспособности США и других стран положить конец кризису.

## Подробности
Это производство Break Thru Films совместно с Global Grassroots и 3 Generations.
Премьера фильма состоялась на кинофестивале «Сандэнс» в 2007 году, в июне 2007 года он был показан в концертном зале «Лэммл» на бульваре Уилшир в Лос-Анджелесе, а в июле 2007 года его общенациональный прокат начался в кинотеатре IFC в Нью-Йорке. Он был выпущен на DVD 30 октября 2007 года.

## Награды
- Премия «Индекс цензуры» кинопремии «За свободу слова» 2009 года, Индекс цензуры[англ.][5].

## Книга
Книга, легшая в основу фильма, написана Брайаном Стайдлом и его сестрой Гретхен Стайдл Уоллес.